# 페르세우스자리 알파 성단
페르세우스자리 알파 성단(Alpha Persei Cluster)은 페르세우스자리에서 가장 밝은 별 미르파크를 포함하는 산개 성단이다. 페르세우스자리를 찾고, 미르파크를 찾으면 쉽게 볼 수 있다. 거리 600광년(콜색과 거리가 같다)이다. 이 성단에 있는 별은 거의 분광형이 O형이나 B형인 별이다. 눈으로 쉽게 볼 수 있다. 가장 밝은 항성들은 미르파크, 페르세우스자리 베타, 페르세우스자리 엡실론, 페르세우스자리 프사이, 페르세우스자리 29, 페르세우스자리 30, 페르세우스자리 34, 페르세우스자리 48이다.

## 같이 보기
- 머리털자리 성단